# Альфред Великобританский
А́льфред Великобрита́нский (англ. Alfred of Great Britain; 22 сентября 1780, Виндзорский замок, Беркшир, Англия, Великобритания — 20 августа 1782, там же) — член британской королевской семьи, девятый сын и четырнадцатый ребёнок в семье короля Георга III и Шарлотты Мекленбург-Стрелицкой. Один из двух сыновей короля, которые умерли в раннем детстве (другим был принц Октавий).

## Биография

### Рождение
Принц Альфред родился 22 сентября 1780 года в Виндзорском замке, Виндзор, Беркшир. Он стал девятым сыном и четырнадцатым, предпоследним ребёнком короля Георга III и Шарлотты, принцессы Мекленбург-Стрелицой. С рождения, как сын короля, имел титул «Его Королевское Высочество принц Великобританский и Ирландский». Крещён 21 октября 1780 года архиепископом Кентерберийским Фредериком Корнуоллисом. Его крёстными стали принц Уэльский Георг, Фредерик, герцог Йоркский, старшие братья принца и Шарлотта, королевская принцесса и старшая сестра. Рождение принца было встречено с большой радостью в семье.

### Смерть и последствия
В 1782 году принцу была сделана прививка от оспы, но неожиданно болезнь начала прогрессировать. В июне Альфред вместе с няней Шарлоттой Финч  были отправлены в приморский город Дил в графстве Кент. Родители надеялись, что морской воздух, купание в морской воде и конные прогулки помогут ребёнку победить болезнь. Несмотря на это улучшений не наступало — тело принца было покрыто пятнами. Вернувшись в Виндзор в августе 1782 года врачи, обследовав его, сделали заключение, что принцу осталось жить всего несколько недель. Страдая приступами лихорадки, Альфред скончался 20 августа 1782 года в Виндзорском замке. Ему не было и двух лет.
Хотя в королевской семье не было официального траура из-за смерти принца (он был предусмотрен для членов семьи от четырнадцати лет), для родителей это был сильный удар. По словам няни принца Шарлотты Финч «королева постоянно плакала, очень больно было и самому королю». Альфреда похоронили в Вестминстерском аббатстве. 11 февраля 1820 года его останки были перевезены в часовню Святого Георгия в Виндзорском замке. После смерти сына король попросил известного в то время английского живописца и графика Томаса Гейнсборо написать портрет Альфреда, что и было исполнено. Через шесть месяцев после смерти мальчика ушел из жизни его старший брат, четырёхлетний Октавий. Причиной его смерти также стала оспа. Король после этого впал в глубокую депрессию. Депрессия стала сопровождаться приступами безумия, во время которых король якобы общался со своими умершими сыновьями.
Через год у королевской четы родился последний пятнадцатый ребёнок принцесса Амелия, которая умерла при жизни родителей в 1810 году от туберкулёза в возрасте 27 лет. Мария, сестра Альфреда, пережила всех братьев и сестёр и умерла почти через семьдесят лет после смерти младших братьев.